# Pedro Soares Muñoz
Pedro Soares Muñoz (Herval, 31 de março de 1916 — Porto Alegre, 26 de outubro de 1991) foi um político, jurista, advogado e magistrado brasileiro. Entre outros cargos, foi ministro do Supremo Tribunal Federal e do Tribunal Superior Eleitoral, desembargador, Juiz de Direito, Juiz Eleitoral e professor na PUCRS e no Curso de Preparação ao Ingresso ao Ministério Público.

## Biografia
Pedro Soares Muñoz nasceu em 31 de março de 1916 na Fazenda São Joaquim, no Município de Herval do Sul, Rio Grande do Sul, filho de Agustin Muñoz Mattos e Francisca Soares Muñoz. Ingressou na Faculdade de Direito da Universidade Federal do Rio Grande do Sul, onde se diplomou em Ciências Jurídicas e Sociais em 1942, sendo o orador oficial na cerimônia de formatura. Pouco após bacharelado, ingressou ao Ministério Público em 1943 por concurso, pela qual exerceu as promotorias públicas das Comarcas de Jaguari, Lagoa Vermelha e Carazinho, e, por designação especial, funcionou no Tribunal do Júri de Porto Alegre e Bagé.
Em 1945, ingressou na magistratura estadual, sendo prefeito em Porto Alegre, Sobradinho, Camaquã, Santiago, São Borja, Alegrete e Caxias do Sul. Durante o Governo dos Magistrados (organização institucional sob José Linhares), foi prefeito de São Gabriel, cumulativamente com as funções de Juiz Eleitoral e Juiz de Direito. Ingressou como secretário da AJURIS em 1954, ascendendo à presidência e membro do Conselho Consultivo da Associação. Foi eleito Vice-Presidente do Tribunal de Justiça do Estado do Rio Grande do Sul em 1971, e Presidente em 1973, exercendo o mandato de março de 1974 a março de 1976.
Pedro foi, finalmente, nomeado ministro do Supremo Tribunal Federal por decreto de 21 de junho de 1977, do Presidente Ernesto Geisel, na vaga decorrente da aposentadoria de Eloy José da Rocha, tomando posse no mesmo ano. Foi Juiz Substituto do Tribunal Superior Eleitoral de 1977 a 1981. Indicado como Juiz Efetivo, exerceu as funções por um curto período no TSE em 1981, assumindo a Vice-Presidência subsequentemente, e nela ficando até 11 de novembro de 1982. No dia seguinte, ascendeu à Presidência, permanecendo até 27 de agosto de 1984, logo então aposentado por decreto de 5 de novembro de 1984. Foi um dos signatários do Regimento Interno do Supremo Tribunal Federal.
Soares Muñoz faleceu em Porto Alegre no dia 26 de outubro de 1991, sendo-lhe prestada homenagem póstuma pelo Supremo Tribunal Federal em sessão de 20 de maio de 1992. Era casado com América Eloisa Ferreira Muñoz, com quem teve três filhos: Celso Ferreira Muñoz, Maira Muñoz Ott (n. Ferreira Muñoz) e Elisa Muñoz Santos.